# Ben (album)
Ben este al doilea album de studio al interpretului american Michael Jackson. A fost lansat pe 4 august 1972, în timp ce Jackson încă era membru al trupei The Jackson 5. Acesta a avut parte de recenzii mixte din partea criticilor muzicali contemporani. Ben s-a bucurat de mai mult succes în clasamentele muzicale în comparație cu albumul anterior al lui Jackson, atingând primele zece poziții din Billboard 200. La nivel internațional a avut mai puțin succes, ajungând pe locul doisprezece în Canada, și aflându-se doar în primele două sute de piese în Australia și Franța.
La nivel mondial, Ben a vândut cinci milioane de exemplare. A fost extras un singur disc single, piesa ce poartă titlul albumului, „Ben”, care a fost un succes comercial, atingând prima poziție în Billboard Hot 100 și devenind primul cântec al lui Jackson care cucerește clasamentul. „Ben” s-a aflat în primele zece poziții și în alte clasamente naționale. „Everybody’s Somebody’s Fool” a fost planificat să fie cel de-al doilea disc single extras, însă lansarea a fost anulată din motive nespecificate. Două piese de pe album au fost incluse în compilația pe trei discuri Hello World: The Motown Solo Collection din 2009.

## Context
În ianuarie 1972, în timp ce încă era membru al trupei, Jackson a lansat primul său album de studio, intitulat Got to Be There, cu Motown Records. Albumul a avut parte, în general, de recenzii mixte din partea criticilor muzicali contemporani. Nu a avut succes comercial la nivel mondial, neclasându-se pe poziții înalte în clasamente. Cu toate acestea, cele trei discuri single extrase de pe album s-au bucurat de succes în Billboard Hot 100, fiecare dintre ele ajungând în top douăzeci, două dintre ele chiar în top cinci. Got to Be There a avut mai mult succes în Statele Unite decât în alte zone ale lumii, ajungând până pe locul paisprezece în Billboard 200; de asemenea, a atins poziția cu numărul treizeci și șapte în Regatul Unit și o sută douăzeci și unu în Franța.

## Muzică
Ben a fost înregistrat de Jackson între 1971 și 1972. A fost produs de șase persoane, avându-l producător executiv pe Berry Gordy, Jr. Printre compozitorii celor unsprezece piese se numără Mel Larson, Jerry Marcellino, Thom Bell, Linda Creed, The Corporation, Smokey Robinson și Ronald White, printre alții. Ben se încadrează în genurile R&B, pop rock contemporan și soul. Piesa ce poartă numele albumului, care a fost totodată și piesa principală a filmului eponim din 1972 (continuarea filmului de groază Willard, lansat cu un an înainte), a câștigat un Glob de Aur și a fost nominalizat la Premiul Oscar pentru cea mai bună melodie originală. „What Goes Around Comes Around” se aseamănă cu discul single al lui Jackie, fratele mai mare al lui Jackson, „Didn’t I (Blow Your Mind This Time)”, care conține de asemenea interpretarea vocală lui Jackson și a fraților săi. Pentru Ben, Jackson a înregistrat o preluare după discul single al trupei The Temptations, „My Girl” (1964), o preluare după piesa „Everybody’s Somebody’s Fool” a lui Lionel Hampton, o preluare după discul single de Brenda Holloway „You Can Cry on My Shoulder” (1964) și o altă preluare după discul single „Shoo-Be-Doo-Be-Doo-Da-Day” de Stevie Wonder. „My Girl” are un ritm funk, iar cântecul conține o interacțiune de tipul chemare-răspuns, similară cu cele pe care Jackson și frații săi le utilizau în albumele Jackson 5. „You Can Cry on My Shoulder” este un cântec cu tempo moderat. „We’ve Got a Good Thing Going” a fost anterior lansat ca B-side pentru discul single „I Wanna Be Where You Are”, în timp ce „In Our Small Way” a fost inclus și pe albumul precedent al lui Jackson, Got to Be There.

## Recepție
Albumul a fost lansat cu Motown Records, în august 1972, fiind al doilea album de studio al său lansat cu această casă de discuri, ca solist. Pentru promovarea albumului, „Ben” a fost primul și singurul disc single extras, fiind lansat în iulie 1972. „Ben” s-a bucurat de succes comercial la nivel mondial, clasându-se, în general, în primele zece sau douăzeci de poziții ale clasamentelor muzicale. Cântecul a atins prima poziție în Billboard Hot 100, fiind primul, dintr-o serie de treisprezece cântece, care aveau să ajungă în vârful clasamentului de-a lungul carierei de solist a lui Jackson. „Ben” a intrat și în clasamentele Billboard Hot Adult Contemporary Tracks și Hot R&B/Hip-Hop Songs, ajungând până pe locul trei, respectiv cinci. S-a aflat și în primele zece clasate din Dutch Top 40, culminând cu locul doi, în timp ce în UK Singles Chart a atins maximul pe poziția șapte; de asemenea, a atins locul paisprezece în Australia. „Everybody’s Somebody’s Fool” s-a vruta fi lansat ca cel de-al doilea disc single, însă s-a renunțat la această idee din motive nespecificate.
Ben a avut mai mult succes în clasamentele muzicale, atât în Statele Unite, cât și la nivel mondial, comparativ cu albumul de studio precedent. Ben a ajuns pe locul cinci în Billboard 200, devenind primul album al lui Jackson, dintr-o serie de șase, care aveau să se claseze în primele zece locuri din acest clasament. Ben a atins și poziția patru în Top R&B/Hip-Hop Albums. Pe 13 ianuarie 1973, Ben a debutat în UK Album Charts, culminând în acea săptămână pe locul șaptesprezece. Piesele de pe album au rămas în primele cincizeci ale acelui clasament timp de alte șapte săptămâni consecutive. Pe 1 ianuarie 1973, albumul a fost certificat cu un disc de argint de British Phonographic Industry, ca urmare a celor 60,000 de exemplare vândute în Regatul Unit. După moartea lui Jackson din iunie 2009, muzica acestuia a avut parte de creștere bruscă în popularitate. Albumul a intrat în clasamentul francez pe 25 iulie 2009, atingând direct poziția maximă cu numărul o sută șaizeci și doi. Ben a rămas în primele două sute de poziții ale clasamentului doar pentru două săptămâni consecutive. Se pare că albumul a fost vândut în peste cinci milioane de exemplare la nivel mondial.
Albumul a avut parte, în general, de recenzii mixte din partea criticilor muzicali contemporani. Lindsay Planer de la Allmusic i-a acordat lui Ben patru stele din cinci. Planer a numit „What Goes Around Comes Around” ca fiind „una din cele mai pregnante melodii de pe Ben”, „Shoo Be Doo Be Doo Da Day” a fost numit „învingătorul”, în timp ce „In Our Small Village” a fost descrisă ca fiind o piesă mai „puțin reușită” din album, considerând că acest cântec conține „un [mesaj] vechi și fără de nădejde”. Planer a remarcat că „o schimbare interesantă a fost lipsa de participare din partea mașinii de făcut hituri a casei Motown, cunoscută colectiv ca «The Corporation»”. Vince Aletti de la revista Rolling Stone i-a acordat albumului două stele din cinci. Aletti a observat că, cu toate că albumul „conține mult mai mult material original”, „nu conține nimic la fel de atrăgător ca «Got to Be There» sau «I Wanna Be Where You Are»”, însă „în ansamblu, este un album mult mai bun decât primul”. A remarcat că în piesa ce poartă titlul albumului, Jackson are „un grad înalt de sensibilitate” care reiese din interpretarea vocală. Leah Greenblatt de la Entertainment Weekly i-a acordat albumului nota „B”. Greenblatt a comentat faptul că piesa „Ben” este „un testament pentru talentul său [al lui Jackson]” și a adăugat că albumul va fi „definit întotdeauna” prin acest cântec.

## Lista pieselor pe disc
| Nr. | Titlu                                                                             | Compozitor(i)                                                  | Lungime |  |
| 1.  | „Ben” (înregistrat în ianuarie 1972)                                              | Walter Scharf, Don Black                                       | 2:44    |  |
| 2.  | „Greatest Show on Earth” (înregistrat în februarie 1972)                          | Mel Larson, Jerry Marcellino                                   | 2:48    |  |
| 3.  | „People Make the World Go 'Round” (înregistrat între ianuarie-februarie 1972)     | Thom Bell, Linda Creed                                         | 3:15    |  |
| 4.  | „We've Got a Good Thing Going” (înregistrat în decembrie 1971)                    | The Corporation                                                | 2:59    |  |
| 5.  | „Everybody's Somebody's Fool” (înregistrat între ianuarie-februarie 1972)         | Gladys Hampton, Regina Adams, Ace Adams                        | 2:59    |  |
| 6.  | „My Girl” (înregistrat între ianuarie-februarie 1972)                             | Smokey Robinson, Ronald White                                  | 3:08    |  |
| 7.  | „What Goes Around Comes Around” (înregistrat între decembrie 1971-februarie 1972) | Allen Levinsky, Arthur Stokes, Dana Meyers, Floyd Weatherspoon | 3:33    |  |
| 8.  | „In Our Small Way” (înregistrat în decembrie 1971)                                | Bea Verdi, Christine Yarian                                    | 3:39    |  |
| 9.  | „Shoo-Be-Doo-Be-Doo-Da-Day” (înregistrat în februarie 1972)                       | Sylvia Moy, Henry Cosby, Stevie Wonder                         | 3:21    |  |
| 10. | „You Can Cry on My Shoulder” (înregistrat în noiembrie 1971)                      | Berry Gordy                                                    | 2:39    |  |

## Poziție în clasamente și certificări
| Clasamant (1972/1973/2009) | Poziție maximă |
| -------------------------- | -------------- |
| Franța                     | 162            |
| Marea Britanie             | 17             |
| Billboard 200              | 5              |
| Top R&B/Hip-Hop Albums     | 4              |

| 1972 | „Ben” | 1 | 3 | 5 | 1 | 2 | 7 |

| Țară           | Certificare |
| -------------- | ----------- |
| Marea Britanie | Argint      |

## Personal
- Michael Jackson – voce
- The Corporation – producători
- Hal Davis – producător
- Berry Gordy, Jr. – producător executiv
- Mel Larson – producător
- Jerry Marcellino – producător
- Bobby Taylor – producător
- Sursă: [6]